# René d'Alençon
René de Valois, né en 1454, mort à Alençon le 1er novembre 1492, duc d'Alençon et comte du Perche, fils de Jean II, duc d'Alençon et comte du Perche, et de Marie d'Armagnac fille de Jean IV.

## Biographie
En 1467, alors que son père se révoltait avec le concours des Bretons, René d'Alençon eut pour mission de défendre Alençon, mais l'insolence de la garnison bretonne souleva les bourgeois de la ville. Dégoûté, René d'Alençon rendit la ville à Louis XI, qui la lui restitua après avoir maté la révolte.
Couvert de dettes et débauché, le désordre de ses affaires et de ses mœurs entraîna sa disgrâce et le roi l'emprisonna. Tombé dans la disgrâce de Louis XI, ce dernier, par acte du 23 février 1483 (n. s.) donne la jouissance de Château-Gontier à Pierre d'Acigné, son valet de chambre.
Il ne sortit de prison qu'à la mort de Louis XI. Les États de Tours remettent René d'Alençon dans ses droits, et il donne l'administration de la baronnie de Château-Gontier à sa femme : Marguerite de Lorraine-Vaudémont.
Il participa à la Guerre folle, mais fut pardonné par Charles VIII.

## Mariages et enfants

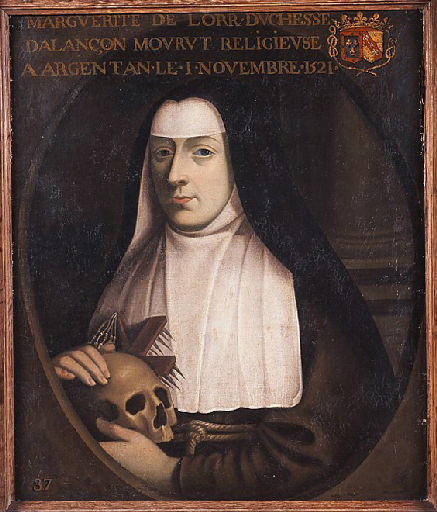
Marguerite, seconde épouse de René d'Alençon

Une première alliance fut négociée avec Marguerite d'Harcourt, fille de Guillaume d'Harcourt, comte de Tancarville. Une source indique que le mariage eut lieu, un autre qu'il n'y eut que des fiançailles. Toujours est-il que Marguerite mourut au cours de l'an 1488, sans qu'ils aient eu d'enfants.
Il se maria ensuite à Toul, le 14 mai 1488, avec Marguerite de Lorraine-Vaudémont (° 1463 - † 1521), fille de Ferry II de Vaudémont, duc de Lorraine et de Yolande d'Anjou (Marguerite sera béatifiée en 1921). Ils eurent :
- Charles IV d'Alençon (°1489-†1525), dernier duc d'Alençon et comte du Perche, mort sans postérité de son union avec Marguerite d'Angoulême, la grand-mère maternelle d'Henri IV par son 2e mariage avec Henri II de Navarre.
- Françoise d'Alençon (°1490 † 1550); mariée deux fois :
  - à Blois en 1505 avec François II de Longueville († 1512) : postérité éteinte en 1515
  - en 1513 avec Charles IV de Bourbon (°1489 † 1537), duc de Vendôme et ont eu 13 enfants : ils sont les parents d'Antoine et les grands-parents paternels d'Henri IV
- Anne (°1492 † 1562), dame de La Guerche, mariée à Blois en 1508 à Guillaume IX (°1486 † 1518), marquis de Montferrat.

Il eut plusieurs enfants illégitimes :
- Charles, seigneur de Cany, († 1545), marié à Germaine La Ballur
- Charles, baron de Cany, († 1524), marié en 1505 à Renée de Beauvoisin
- Marguerite, mariée en 1485 à Jacques de Boisguyon, puis à Henri de Bournel
- Jacqueline († 1506), mariée à Gilles des Ormes